# Pfarrkirche Ardagger Markt

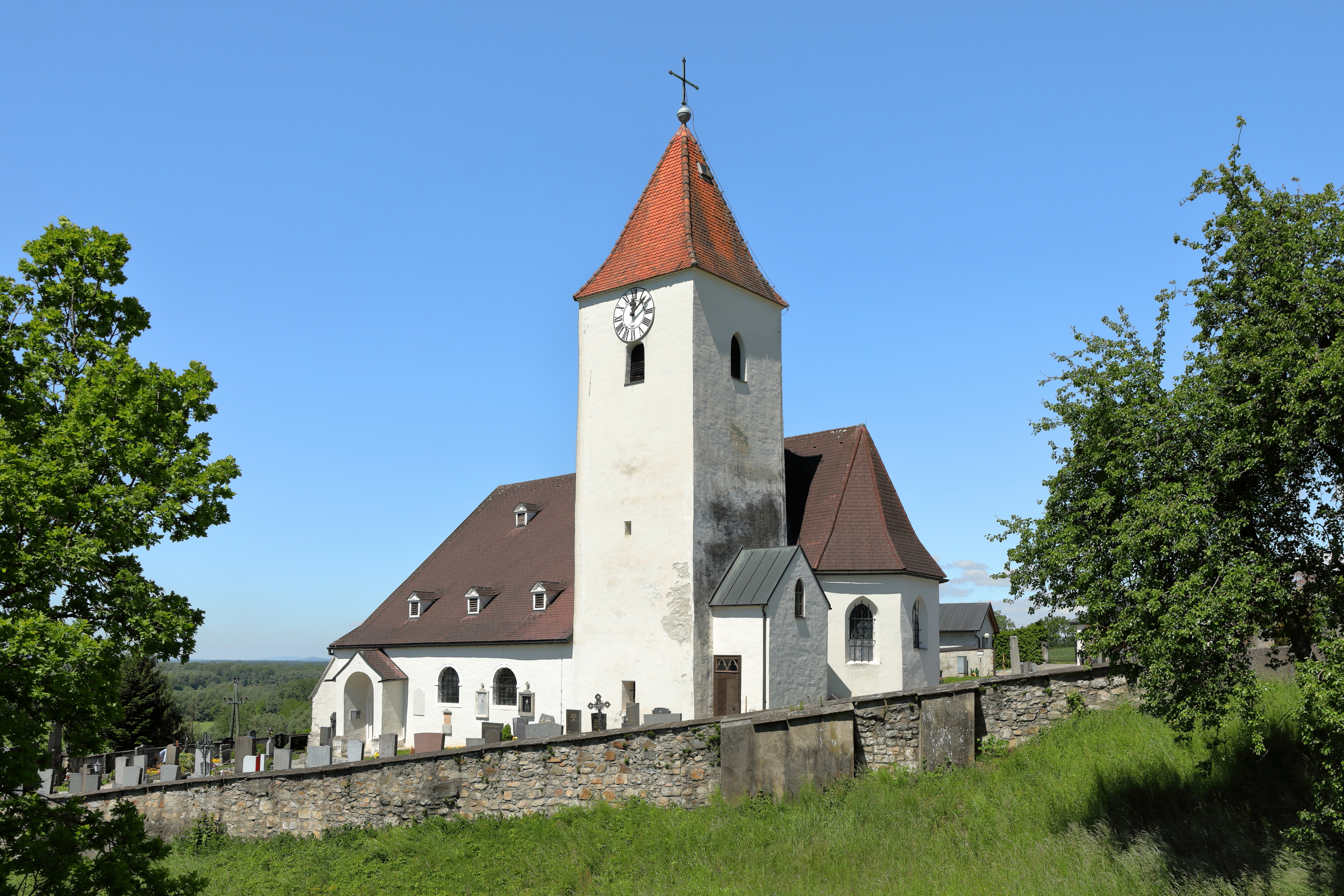
Kath. Pfarrkirche hl. Nikolaus in Ardagger Markt

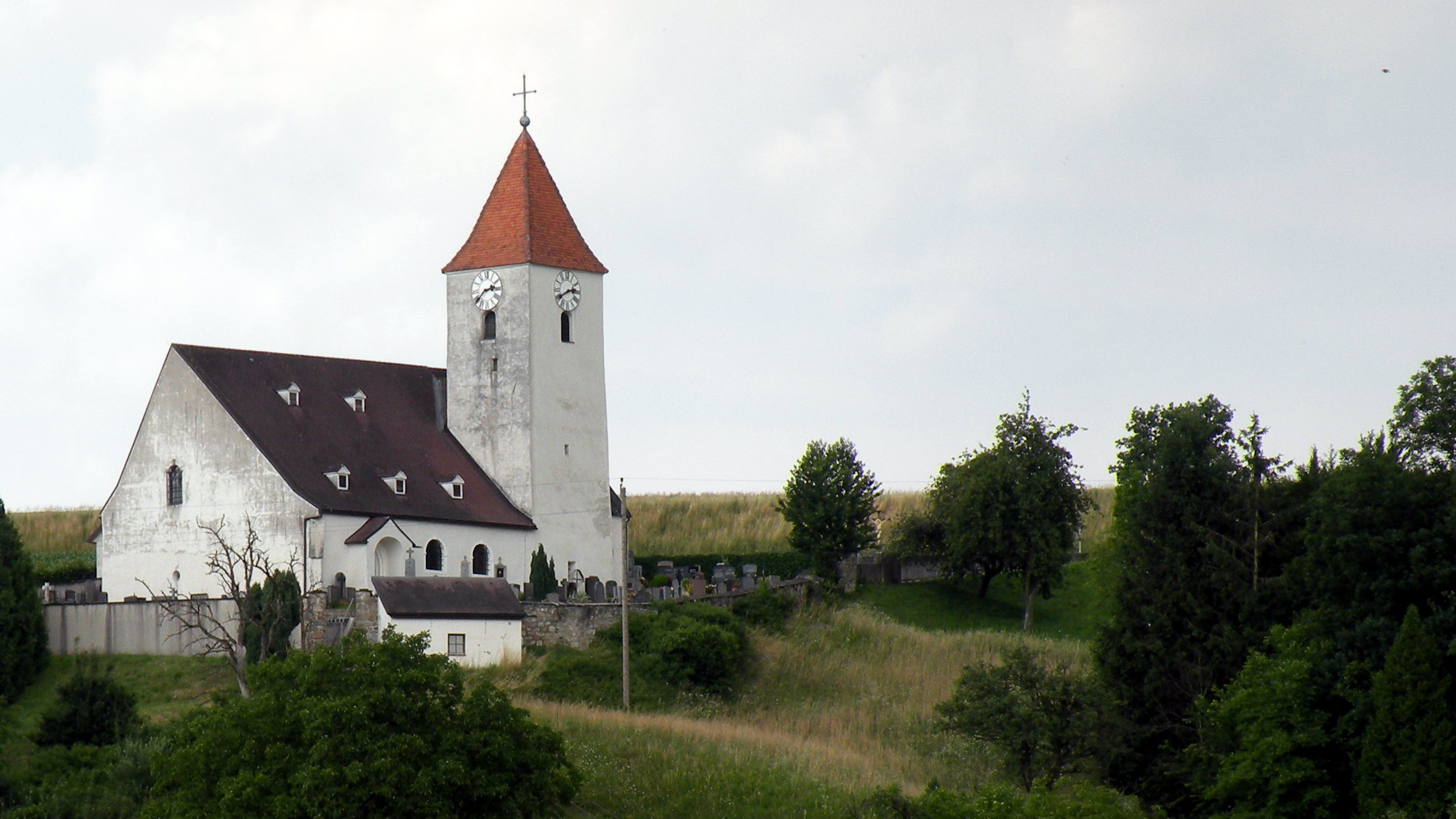
Südwestansicht der Pfarrkirche

Die Pfarrkirche Ardagger Markt steht im Ort Ardagger Markt in der Marktgemeinde Ardagger im Bezirk Amstetten in Niederösterreich. Die römisch-katholische Pfarrkirche hl. Nikolaus gehört zum Dekanat Amstetten der Diözese St. Pölten. Die Kirche und der Friedhof stehen unter Denkmalschutz.

## Geschichte
Die Kirche ist 1049 urkundlich eine Vikariatskirche vom Stift Ardagger. Die Kirche wurde 1356 zur Pfarrkirche erhoben und war bis 1784 dem Stift Ardagger inkorporiert.

## Architektur
Die Kirche steht hoch über dem Ort und ist von einem Friedhof umgeben. Der romanische Kirchenbau wurde mit dem südlichen Seitenschiff gotisch erweitert. Der romanische Chor erhielt einen gotischen Fünfachtelschluss. Der Südturm am Chor ist ein massiver mittelalterlicher Wehrturm. 

## Ausstattung
Der Hochaltar als durchbrochenes Kulissenaltarretabel mit vier Säulen und verkröpftem Gebälk und einem Volutenauszug ist aus der Mitte des 18. Jahrhunderts.